# Neunerköpfle
Neunerköpfle är en bergstopp i Österrike.   Den ligger i distriktet Reutte och förbundslandet Tyrolen, i den västra delen av landet, 400 km väster om huvudstaden Wien. Toppen på Neunerköpfle är 1 862 meter över havet, eller 62 meter över den omgivande terrängen. Bredden vid basen är 0,50 km.
Terrängen runt Neunerköpfle är bergig åt sydost, men åt nordväst är den kuperad. Runt Neunerköpfle är det ganska glesbefolkat, med 26 invånare per kvadratkilometer.. Närmaste större samhälle är Reutte, 13,1 km öster om Neunerköpfle. 
I omgivningarna runt Neunerköpfle växer i huvudsak blandskog.